# Фактор раціональності
Фактор раціональності — включає в себе різні складники, які можуть впливати на раціональність людини, покращувати або погіршувати іі розсудливість, логічність мислення.
- Самоаналіз — активізує ті ділянки мозку, які відповідають за самоконтроль та раціональність. «Самоаналіз сильно впливає на те, як працює мозок. Він активізує неокортикальні області саморегуляції, які дозволяють нам чітко контролювати власні почуття. Щоразу коли ми це робимо, наша раціональність та емоційна стабільність посилюються.»[1]
- Медитація — 2004 року доктор Річард Девідсон провів дослідження над ченцями. Було виявлено, що у ченців було в 30 разів більше норми гамма-хвиль, які пов'язані з розумовими здібностями та самоконтролем.[2]
- Вивчення математики — розвиває абстрактно-логічне і критичне мислення.[3]

## Відео
1. ↑  Тайны сознания. Бог в нейронах - [ Теория Всего от Athene ] (рос.), архів оригіналу за 28 січня 2022, процитовано 28 січня 2022
2. ↑  Польза Медитации (Топ-6 Мощных Преимуществ) (рос.), архів оригіналу за 28 січня 2022, процитовано 28 січня 2022
3. ↑  #200. ЗАЧЕМ НУЖНА МАТЕМАТИКА? (рос.), архів оригіналу за 28 січня 2022, процитовано 28 січня 2022